# Zielenica (Górowo Iławeckie)
Zielenica (deutsch Grünwalde) ist ein Ort in der polnischen Woiwodschaft Ermland-Masuren. Er gehört zur Landgemeinde Górowo Iławeckie (Landsberg (Ostpr.)) im Powiat Bartoszycki (Kreis Bartenstein) – bis 1945 zum Kreis Preußisch Eylau in Ostpreußen.

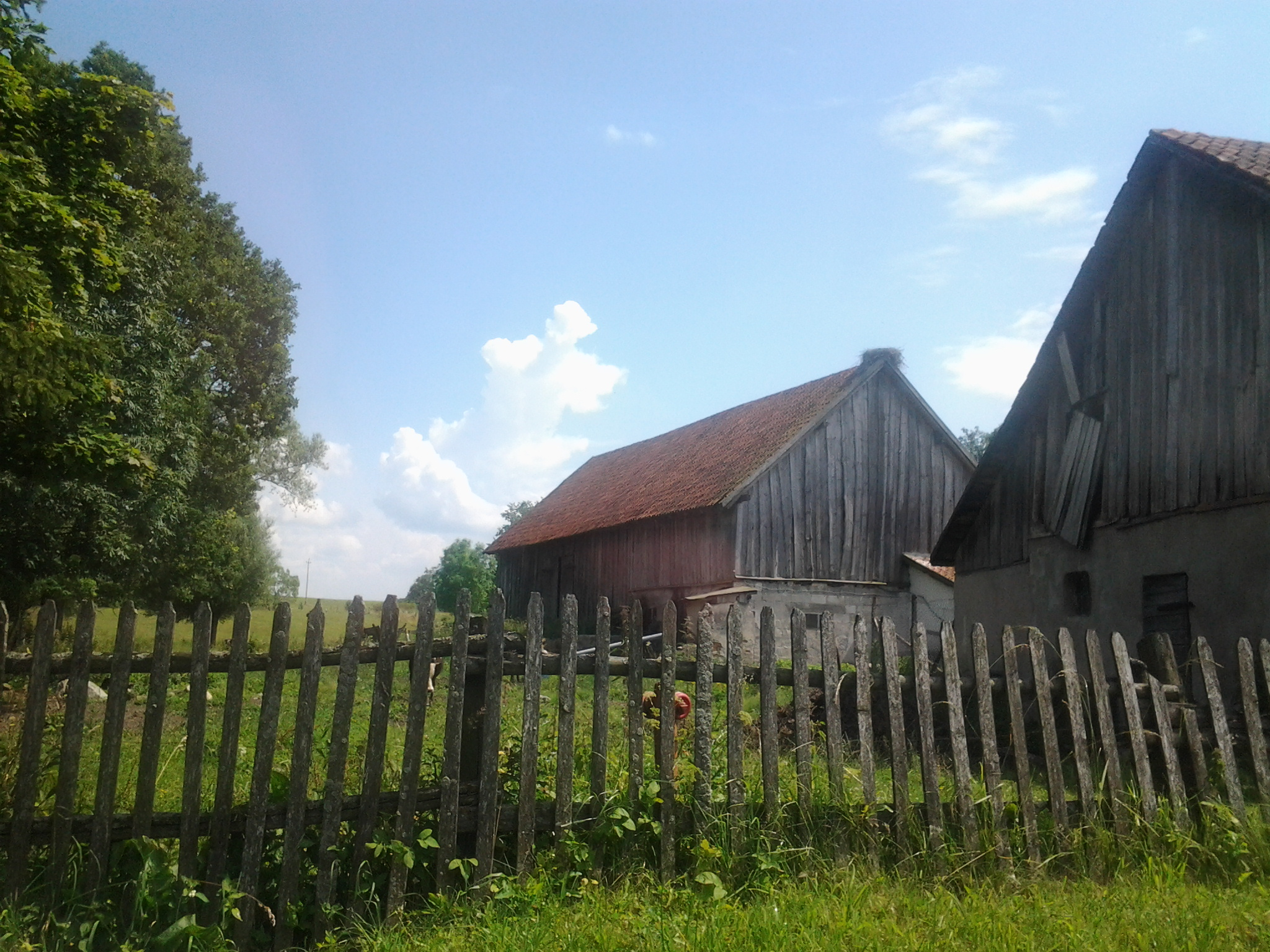
Anwesen mit Storchennest in Zielenica

## Geographische Lage
Zielenica liegt im Nordwesten der Woiwodschaft Ermland-Masuren, 18 Kilometer südwestlich der heute auf russischem Terrain gelegenen ehemaligen Kreisstadt Preußisch Eylau (russisch Bagrationowsk) bzw. 20 Kilometer westlich der jetzigen Kreismetropole Bartoszyce (deutsch Bartenstein).

## Geschichte
Das seinerzeitige Grunewald wurde 1366/40 gegründet und hieß nach 1350 Grünewaldt sowie vor 1785 Grünwalde. 1874 kam das Dorf zum neu gebildeten Amtsbezirk Groß Peisten (polnisch Piasty Wielkie) im ostpreußischen Kreis Preußisch Eylau, Regierungsbezirk Königsberg.
442 Einwohner waren im Jahre 1910 in Grünwalde gemeldet. Ihre Zahl belief sich 1933 auf 429 und 1939 auf 406.
1945 wurde das gesamte südliche Ostpreußen in Kriegsfolge an Polen abgetreten. Grünwalde erhielt die polnische Namensform „Zielenica“ und ist heute eine Ortschaft im Verbund der Gmina Górowo Iławeckie (Landgemeinde Landsberg) im Powiat Bartoszycki (Kreis Bartenstein), von 1975 bis 1998 der Woiwodschaft Olsztyn, seither der Woiwodschaft Ermland-Masuren zugehörig. 2021 zählte Zielenica 175 Einwohner.

## Religion
Grünwalde war bis 1945 in die evangelische Pfarrkirche Landsberg (Ostpreußen) in der Kirchenprovinz Ostpreußen der Kirche der Altpreußischen Union, außerdem in die römisch-katholische Pfarrei Landsberg im damaligen Bistum Ermland eingegliedert. 
Heute gibt es drei Kirchen in der Stadt Górowo Iławeckie: die Polnisch-Orthodoxe Kirche, die Römisch-katholische Kirche und die Ukrainische griechisch-katholische Kirche.

## Schule
Die Schule in Grünwalde wurde in der Mitte der 18. Jahrhunderts gegründet. 1935 unterrichten an ihr zwei Lehrer 74 Kinder. 1946 wurde die Schule unter der Direktion von Maria Bogusz in Zielenica wieder gegründet, und 1979 geschlossen.

## Verkehr
Zielenica liegt an der polnischen Woiwodschaftsstraße 511 in einem Abschnitt der früheren deutschen Reichsstraße 134 zwischen Lidzbark Warmiński (Heilsberg) und Górowo Iławeckie (Landsberg). Ein Bahnanschluss besteht nicht.

## Persönlichkeit
- Andreas Grünheide (* 1613 in Grünwalde), Knecht im Herzogtum Preußen, überlebte 1635 in Königsberg die weltweit zweite Magenöffnung